# Caisse d'épargne et de prévoyance
Une caisse d'épargne et de prévoyance est une société coopérative constituant un établissement de crédit.